# Campiglossa misella
Campiglossa misella este o specie de muște din genul Campiglossa, familia Tephritidae. A fost descrisă pentru prima dată de Friedrich Hermann Loew în anul 1869. Conform Catalogue of Life specia Campiglossa misella nu are subspecii cunoscute.